# Upłazkowa Kopa

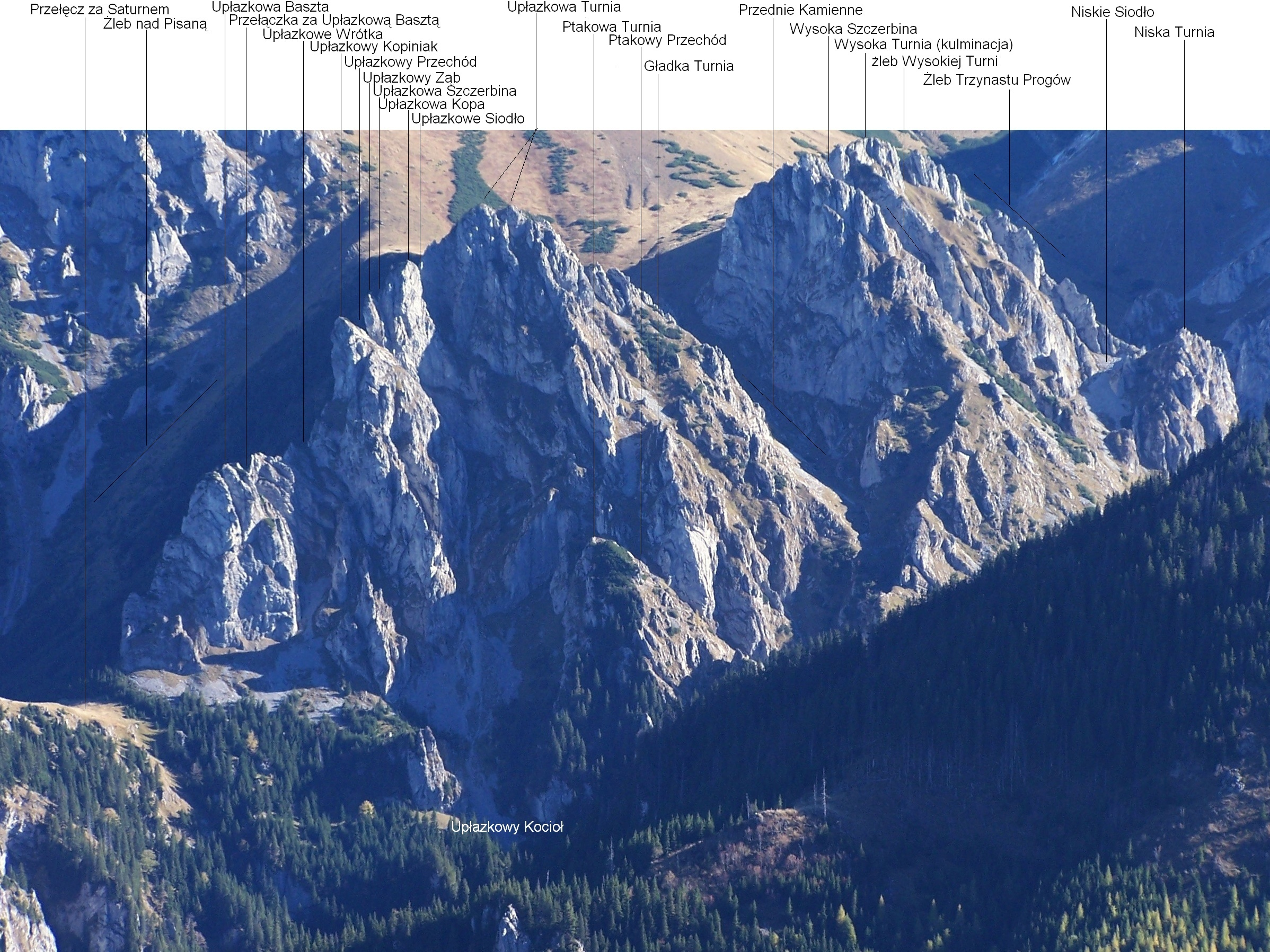
Widok z Ornaku

Upłazkowa Kopa (ok. 1600 m) – turnia w orograficznie prawych zboczach Doliny Kościeliskiej w Tatrach Zachodnich. Znajduje się w północno-zachodniej grani opadającej z wierzchołka Upłazkowej Turni do Przełęczy za Saturnem (ok. 1350 m). Położona jest w tej grani tuż po północno-zachodniej stronie kulminacji Upłazkowej Turni (ok. 1640 m), oddzielona od niej Upłazkowym Siodłem (ok. 1590 m).
Na północną stronę opada z Upłazkowej Kopy do Pisaniarskiego Żlebu (Żlebu nad Pisaną) ściana o wysokości około 40 m, na południową, do Upłazkowego Kotła, ściana o wysokości ok. 80 m, w dolnej części zakończona ostrogą. Jak dotąd (1996 r.) żadna z tych ścian nie została przez taterników zdobyta, niekoniecznie z powodu trudności, lecz raczej braku zainteresowania. Z Pisaniarskiego Żlebu można przez Upłazkowe Siodło wejść na Upłazkową Kopę bez trudności.